# ラビエ・アブラク

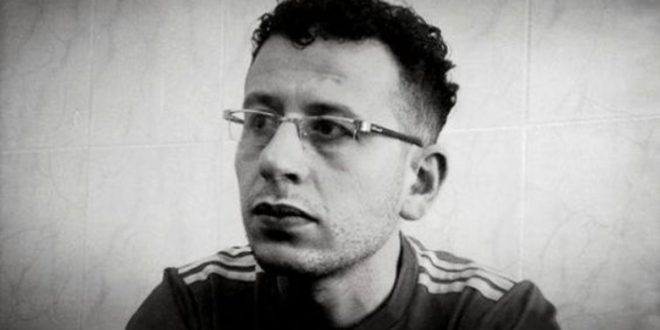
ラビエ・アブラク

ラビエ・アブラク（アラビア語: ربيع الأبلق）またはラビエ・アル＝アブラク (1987 年生まれ) は、モロッコのジャーナリストである。
彼はヒラク・リフ・ムーブメントの一員である。彼は収監と非人道的な扱いに抗議してハンガーストライキを行っている。ハンガーストライキの中には40日以上続けたものがあり、治療のために病院に運ばれたことが数回ある。彼は合計で284日以上の期間ハンガーストライキを行っている。

## 経歴
彼はハミド・エル・マダウイによってアル・ホセイマに設立された電子新聞バディルのライターであり、この町で、ナセル・ザフザフィと共にリフ・ムーブメントに参加した。
ラビエは、2017年5月28日にアル・ホセイマで逮捕された。アムネスティ・インターナショナルによると、彼は拷問を受けた。彼はタンジールII刑務所ヘの5年の収監を言い渡された。2019年9月6日、彼は新たなハンガーストライキを開始した。